# Achyranthes brachiata
Achyranthes brachiata är en amarantväxtart som beskrevs av Carl von Linné. Achyranthes brachiata ingår i släktet Achyranthes och familjen amarantväxter. Inga underarter finns listade i Catalogue of Life.